# Jardins du Bosquet

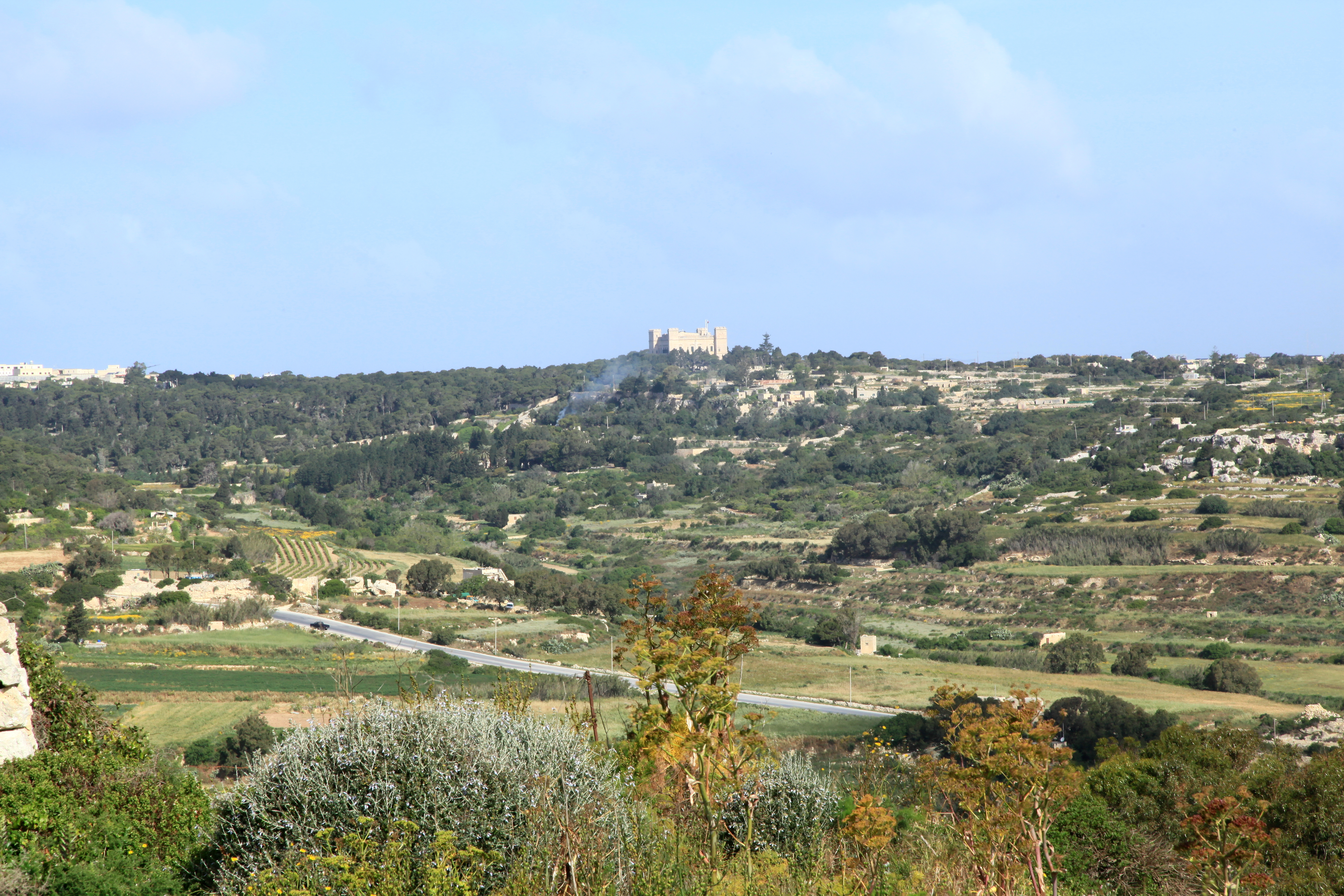
Jardins du Bosquet.

Les Jardins du Bosquet (en maltais : Boschetto ; en anglais : Buskett Garden) sont la seule surface boisée de l'archipel maltais, d'une surface d'environ 30 ha[réf. nécessaire], autour du wied il-Luq. Elle aurait été plantée par les chevaliers de Malte qui venaient y chasser le lapin. C'est l'endroit que choisit le grand maître hospitalier de l'ordre de Saint-Jean de Jérusalem Jean de Valette pour y faire construire un pavillon de chasse et le grand maître Hugues Loubenx de Verdalle pour le remplacer par une résidence de campagne, le palais Verdala.
La présence de sources potables relativement abondantes dans une île très sèche a incité au XVIIe siècle à la réalisation d'un système de canalisations pour emmener l'eau de ces sources jusqu'à la nouvelle capitale La Valette, en partie par l'aqueduc Wignacourt, long de 5,2 km.

## L-Imnarja(fête des illuminations)
La tradition veut que les chevaliers de l'ordre de Saint-Jean de Jérusalem se réservaient la consommation de la viande de lapin pour deux raisons : ils chassaient pour l'exercice et le plaisir l'animal alors en grande quantité à l'état sauvage, et la règle de l'ordre les autorisait à en manger tout au long de l'année. Ils autorisaient la population maltaise à le consommer uniquement le 29 juin pour Il-Festa ta' San Pietru u San Pawl (la fête de saint Pierre et saint Paul)[réf. incomplète]. Aujourd'hui la tradition s'est perpétuée dans L-Imnarja (la fête des illuminations) : pendant cette journée, les Maltais viennent pique-niquer dans les vergers de Buskett Garden pour manger le traditionnel fenkata (ragout de lapin et spaghettis)[réf. incomplète] et écouter la għana (musique traditionnelle maltaise). Les festivités débutent toujours avec la lecture du bandu, une annonce gouvernementale officielle, qui est toujours lue depuis le XVIe siècle.
Cette fête serait la plus vieille fête maltaise (plus ancienne que le Jum il-Vittorja, jour de la Victoire, qui elle est datée avec certitude de 1566) qui aurait traversé les millénaires, si l'on veut reconnaitre, dans cette fête des lumières du solstice d'été, une forme des feux de la Saint-Jean qui remonterait aux fêtes païennes de luminaria ayant ses racines en Phénicie dans les adorations au dieu berger Tammuz.